# Веремеенко, Иван Иванович
Иван Иванович Веремеенко (27 марта 1938 — 14 октября 2013, Москва, Российская Федерация) — советский и российский юрист, специалист по административному праву, доктор юридических наук, профессор. Заслуженный юрист РФ.

## Биография
В 1965 г. — окончил юридический факультет МГУ им. М. В. Ломоносова. До 1968 года работал в прокуратуре Москвы, в затем в научно-исследовательских и образовательных учреждениях МВД СССР и Российской Федерации. В 1970 году защитил кандидатскую диссертацию на тему: «Административно-правовые санкции». В 1983 году защитил докторскую диссертацию на тему: «Механизм административно-правового регулирования в сфере охраны общественного порядка».
В 1999 году получил звание «Заслуженный юрист Российской Федерации».
С1988 по 2010 годы был заведующим кафедрой административного и финансового права МГИМО МИД РФ.
Автор более 60 работ по проблемам административного и финансового права. Наиболее значимыми среди них являются монографии:
- «Административно-правовые санкции» (М., Юридическая литература),
- «Механизм административно-правового регулирования. Понятие и структура»,
- «Реализация механизма административно-правового регулирования»,
- Учебники в соавторстве: «Административное право СССР», «Административное право РФ»
- «Комментарий к Кодексу РФ об административных правонарушениях».

Длительное время являлся членом Экспертного совета Комитета по безопасности Государственной Думы РФ, постоянно привлекался Государственной Думой к участию в разработке проектов законодательных актов.
Умер 13 октября 2013 года в Москве.